# Sanjeeda Sheikh
Pour les articles homonymes, voir Sheikh (homonymie).
 (mai 2024).
La mise en forme du texte ne suit pas les recommandations de Wikipédia : il faut le « wikifier ».
Les points d'amélioration suivants sont les cas les plus fréquents. Le détail des points à revoir est peut-être précisé sur la page de discussion.
- Les titres sont pré-formatés par le logiciel. Ils ne sont ni en capitales, ni en gras.
- Le texte ne doit pas être écrit en capitales (les noms de famille non plus), ni en gras, ni en italique, ni en « petit »…
- Le gras n'est utilisé que pour surligner le titre de l'article dans l'introduction, une seule fois.
- L'italique est rarement utilisé : mots en langue étrangère, titres d'œuvres, noms de bateaux, etc.
- Les citations ne sont pas en italique mais en corps de texte normal. Elles sont entourées par des guillemets français : « et ».
- Les listes à puces sont à éviter, des paragraphes rédigés étant largement préférés. Les tableaux sont à réserver à la présentation de données structurées (résultats, etc.).
- Les appels de note de bas de page (petits chiffres en exposant, introduits par l'outil «  Source ») sont à placer entre la fin de phrase et le point final[comme ça].
- Les liens internes (vers d'autres articles de Wikipédia) sont à choisir avec parcimonie. Créez des liens vers des articles approfondissant le sujet. Les termes génériques sans rapport avec le sujet sont à éviter, ainsi que les répétitions de liens vers un même terme.
- Les liens externes sont à placer uniquement dans une section « Liens externes », à la fin de l'article. Ces liens sont à choisir avec parcimonie suivant les règles définies. Si un lien sert de source à l'article, son insertion dans le texte est à faire par les notes de bas de page.
- La présentation des références doit suivre les conventions bibliographiques. Il est recommandé d'utiliser les modèles {{Ouvrage}}, {{Chapitre}}, {{Article}}, {{Lien web}} et/ou {{Bibliographie}}. Le mode d'édition visuel peut mettre en forme automatiquement les références.
- Insérer une infobox (cadre d'informations à droite) n'est pas obligatoire pour parachever la mise en page.

Pour une aide détaillée, merci de consulter Aide:Wikification.
Si vous pensez que ces points ont été résolus, vous pouvez retirer ce bandeau et améliorer la mise en forme d'un autre article.
Sanjeeda Sheikh, née le 20 décembre 1984 à Koweït, est une actrice indienne œuvrant dans le cinéma et la télévision hindi. 
Elle est principalement connue pour avoir interprété les rôles de Nimmo dans Kyaa Hoga Nimmo Kaa, d'Ayesha Shergill dans Kayamath, de Nitya Goenka/Durga dans Ek Hasina Thi et de Kamini Mathur dans Love Ka Hai Intezaar. Sanjeeda Sheikh participe ensuite aux films Taish (2020), Kaali Khuhi (2020) et Fighter (2024) et de la websérie Heeramandi (2024).

## Biographie

### Jeunesse
Sanjeed Sheikh naît au Koweït dans une famille musulmane originaire d'Ahmedabad, dans l’État du Gujarat.

### Carrière professionnelle

#### Débuts et succès à la télévision (2003-2019)

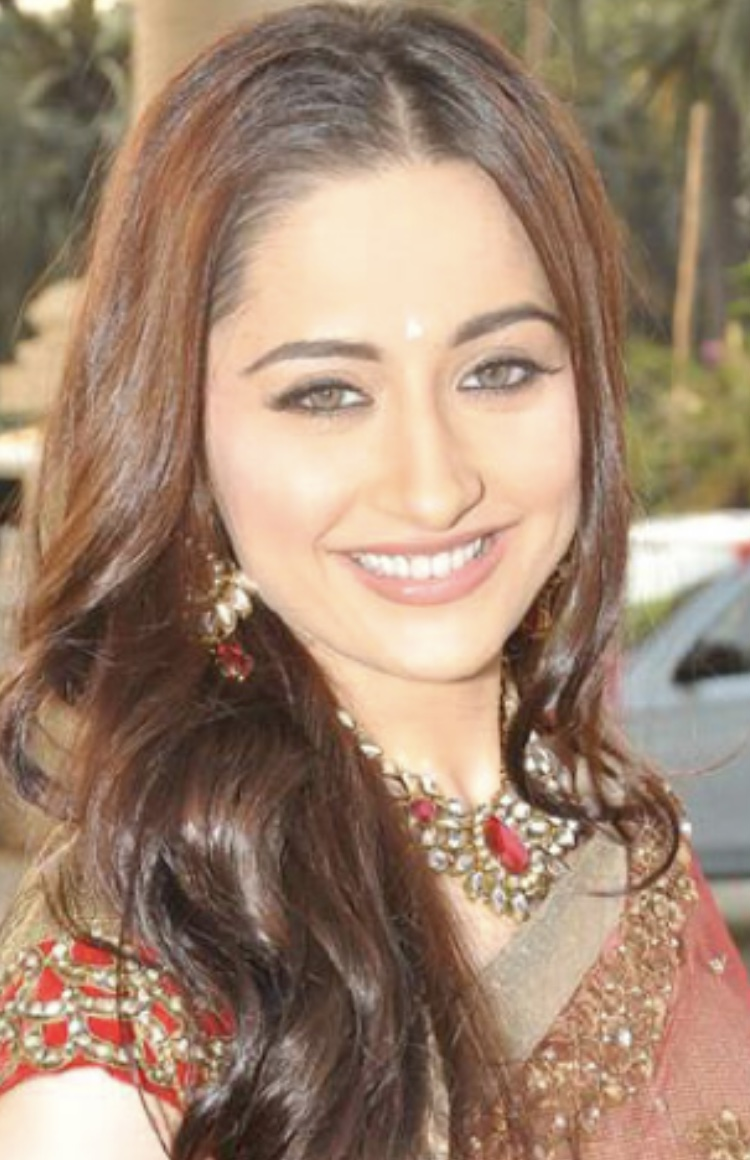
Cheikh en 2014

Sanjeeda Sheikh joue divers rôles dans des feuilletons télévisés. Elle fait ses débuts d'actrice dans le rôle de Nimmo dans la série télévisée Kyaa Hoga Nimmo Kaa en 2005, puis dans celui d'une vamp dans la série Kayamath diffusée en 2007 par Star Plus. La même année, elle participe à une compétition de danse appelée  Nach Baliye 3, avec son mari Aamir Ali, le couple remporte le concours. 
En 2008, elle apparaît dans la série Kya Dill Main Hai face à Aamir Ali aux côtés d'Aamir Ali, diffusée sur la chaîne 9X.
En 2014, Sanjeeda Sheikh joue le rôle de Durga Thakur, une jeune femme ambitieuse et confiante, qui cherche à obtenir justice pour sa sœur, dans Ek Hasina Thi. Cette série marque la révélation de sa carrière, sa performance étant saluée par les critiques et les téléspectateurs, et constitue l'une des émissions les plus réussies de Star Plus à cette période,.
En 2016, elle joue le rôle de Dhani dans Ishq Ka Rang Safed, il s'agit de la première fois qu'elle joue à l'écran une mère,,,.
En mars 2017, Sanjeeda Sheikh apparait dans le rôle de Renya dans une web-série surnaturelle, intitulée Gehraiyaan, aux côtés de Vatsal Sheth, sa co-star d'Ek Hasina Thi,. La websérie est réalisée par le réalisateur débutant Sidhant Sachdev et produite par la maison de production Vikram Bhatt. En 2017, Sheikh interprète le rôle de Kamini Mathur, une superstar, dans une série télévisée intitulée Love Ka Hai Intezaar, aux côtés de Keith Sequeira diffusée par Star Plus. La série s'intitulait auparavant Kya Tu Meri Lage.

#### Poursuite de sa carrière
En 2020, Sheikh fait ses débuts dans le cinéma hindi avec Taish, dans le rôle de Jahaan aux côtés de Harshvardhan Rane. La même année, elle joue le personnage de Priya dans le film d'horreur Netflix Kaali Khuhi, face à Shabana Azmi.
Sa première apparition en 2024 est Fighter, où elle incarne Sanchi, l'épouse d'un officier de l'Air Force, face à Karan Singh Grover. Tushar Joshi de India Today déclare : « Sanjeeda Shaikh apporte le bon soutien à des personnages capables de jouer des rôles de premier plan ». Succès commercial, il devient le film hindi le plus rentable de l'année. La même année, elle incarne la courtisane Waheeda dans la série Heeramandi de Sanjay Leela Bhansali. Shomini Sen de WION note : « Sanjeeda Sheikh impressionne par la justesse de son interprétation dramatique ».

## Vie privée

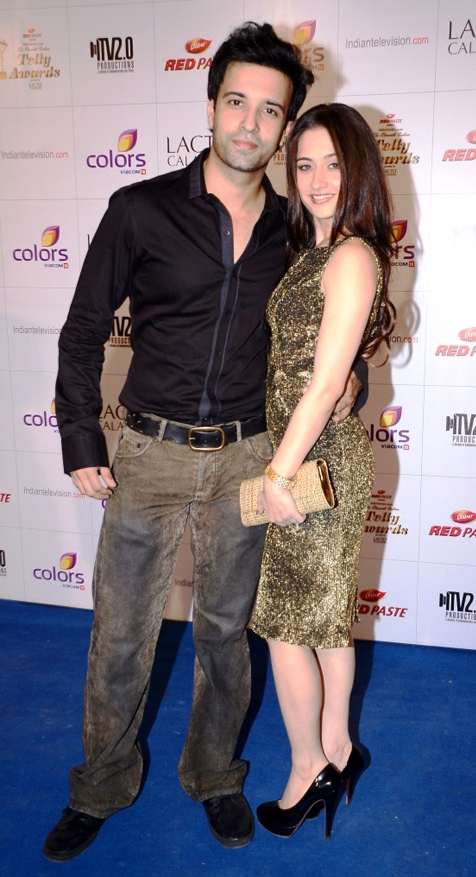
Sanjeeda Sheikh avec son ancien mari Aamir Ali.

Le 2 mars 2012, elle a épousé son petit ami de longue date , Aamir Ali,. En août 2020, il est révélé que le couple a une fille d'un an, Ayra Ali, issue d'une gestation pour autrui. Le couple se sépare en 2020 après 8 ans de mariage et obtient le divorce en 2021, Sheikh récupère la garde de leur fille
Le 29 mai 2017, la belle-sœur de Sheikh, Zakerabanu Zakir Hussain Bagban, dépose plainte pour violence domestique contre elle, son frère Anas Abdul Rahim Sheikh et leur mère, Anisha Sheikh. Zakerabanu affirme qu'elle parlait au téléphone avec son père le 27 mai lorsque le trio a commencé à lui crier dessus et à la battre, disant qu'ils ne voulaient plus d'elle dans leur maison de Mumbai. La famille de Sheikh dépose une requête contre le FIR auprès de la Haute Cour d'Ahmedabad. La pétition indique que Sheikh était occupé à tourner le jour de l'incident. Le 30 août, Sanjeeda Sheikh obtient des mesures provisoires dans cette affaire, la Haute Cour d'Ahmedabad ayant renoncé à la signification de l'avis,,.

## Filmographie
| † | Désigne les films qui ne sont pas encore sortis |

### Films
| Année | Titre           | Rôle        | Notes                                                    |
| ----- | --------------- | ----------- | -------------------------------------------------------- |
| 2003  | Baghban         | Neeli       |                                                          |
| 2005  | Ponniyin Selvan | Priya       | Tamil film                                               |
| 2006  | Shubham         | Priya       | Kannada film                                             |
| 2010  | Pankh           | Kusum       |                                                          |
| 2018  | Ashke           | Jiya        | Punjabi film                                             |
| 2018  | Nawabzaade      | Herself     | Apparition en tant qu'invité dans la chanson Mummy Kasam |
| 2020  | Taish           | Jahaan Brar |                                                          |
| 2020  | Kaali Khuhi     | Priya       |                                                          |
| 2022  | Main Te Bapu    | N/A         | Punjabi film                                             |
| 2024  | Fighter         | Saachi Gill |                                                          |
| 2024  | Kun Faya Kun †  | À venir     | En cours de tournage                                     |

### Télévision
| Year      | Title                                | Role                       | Notes      | Ref.              |
| --------- | ------------------------------------ | -------------------------- | ---------- | ----------------- |
| 2006–2007 | Kyaa Hoga Nimmo Kaa                  | Nimmo                      |            | [ 23 ]            |
| 2007–2009 | Kayamath                             | Ayesha Shergill            |            | [ 24 ]            |
| 2007      | Nach Baliye 3                        | Particiante                | Gagnante   | [ 25 ]            |
| 2008      | Kya Dill Mein Hai                    | Naina Oberoi               |            | [ 26 ]            |
| 2008      | Nachle Ve with Saroj Khan            | Elle-même                  | Invitée    | [ 27 ]            |
| 2008      | Nach Baliye 4                        | Hôte                       |            | [ 28 ]            |
| 2009–2010 | Jaane Pehchane Se Yeh Ajnabi         | Ayesha                     |            | [ 29 ]            |
| 2010      | Zara Nachke Dikha 2                  | Participante               | Gagnante   | [ 29 ]            |
| 2010      | Sapna Babul Ka... Bidaai             | Elle-même                  | Invitée    | [ 30 ]            |
| 2011      | Hi! Padosi... Kaun Hai Doshi?        | Sejal Mehta                |            | [ 31 ]            |
| 2011      | Piya Ka Ghar Pyaara Lage             | Sejal Mehta                |            | [ 32 ]            |
| 2012      | Ramleela – Ajay Devgn Ke Saath       | Surpanakha                 |            | [ 33 ]            |
| 2013      | Bigg Boss 6                          | Elle-même                  | invitée    | [ 34 ]            |
| 2013      | Badalte Rishton Ki Dastaan           | Meera Ranaut               |            | [ 35 ]            |
| 2014      | Ek Hasina Thi                        | Durga Thakur / Nitya Mitra |            |                   |
| 2015      | Jhalak Dikhhla Jaa 8                 | Elle-même                  | Invitée    | [ 36 ]            |
| 2015      | Tashan-e-Ishq                        | Elle-même                  | Invitée    | [ 37 ]            |
| 2015      | Bhagyalaxmi                          | Elle-même                  | Invitée    | [ 38 ]            |
| 2015–2016 | Power Couple                         | Participante               | 4ème place | [ 39 ]            |
| 2016      | Swaragini - Jodein Rishton Ke Sur    | Elle-même                  | Invitée    |                   |
| 2016      | Ishq Ka Rang Safed                   | Dhani                      |            |                   |
| 2017      | Love Ka Hai Intezaar                 | Kamini Mathur              |            | [ 40 ]            |
| 2017      | Gehraiyaan                           | Dr. Reyna Kapoor           |            |                   |
| 2018      | Roop - Mard Ka Naya Swaroop          | Elle-même                  | Invitée    | [réf. nécessaire] |
| 2018      | Kundali Bhagya                       | Elle-même                  | Invitée    | [ 41 ]            |
| 2018      | Tantra                               | Elle-même                  | Invitée    | [ 42 ]            |
| 2018      | Naagin 3                             | Elle-même                  | Invitée    | [ 43 ]            |
| 2019      | Kumkum Bhagya                        | Elle-même                  | Invitée    | [réf. nécessaire] |
| 2024      | Heeramandi : Les diamants de la cour | Waheeda                    |            |                   |

### Vidéo clip
| Année | Titre            | Chanteurs)                  | Réf.   |
| ----- | ---------------- | --------------------------- | ------ |
| 2017  | Bas Ek Baar      | Soham Naik                  |        |
| 2018  | Ajnabee          | Soham Naik                  |        |
| 2018  | Tum Aaoge        | Soham Naik, Ritrisha Sarmah |        |
| 2019  | Sajda Karu       | Ben Stebin                  |        |
| 2019  | Kalla Sohna Nai  | Ahil                        |        |
| 2019  | Ruka Hoon        | Jigar Saraiya               |        |
| 2021  | Toh Aa Gaye Hum  | Jubin Nautiyal, Mithoon     | [ 44 ] |
| 2021  | Saiyaan          | Jass Manak                  | [ 45 ] |
| 2022  | Chaha Hai Tujhko | Sanjeev Rathod              |        |

## Récompenses et nominations
| Année | Prix                                         | Catégorie                              | Rôle   | Spectacle/Film      | Résultat   | Réf.   |
| ----- | -------------------------------------------- | -------------------------------------- | ------ | ------------------- | ---------- | ------ |
| 2006  | Prix de la télévision indienne               | Meilleur nouveau talent (femme)        | Nimmo  | Kyaa Hoga Nimmo Kaa | Nomination |        |
| 2008  | Prix Zee Gold                                | Meilleure actrice dans un rôle négatif | Ayesha | Kayamath            | Lauréat    | [ 46 ] |
| 2008  | Prix de la télévision indienne               | Meilleure actrice dans un rôle négatif | Ayesha | Kayamath            | Nomination |        |
| 2011  | Prix Zee Gold                                | Actrice la plus élégante               | NC     | NC                  | Lauréat    | [ 47 ] |
| 2014  | Prix de l'Académie de la télévision indienne | Desh Ki Dhadkan - Meilleure actrice    | Durga  | Ek Haseena Thi      | Nomination |        |
| 2014  | Prix de l'Académie de la télévision indienne | Gr8! Interprète de l'année (femme)     | Durga  | Ek Haseena Thi      | Lauréat    | [ 48 ] |
| 2019  | Prix du film punjabi PTC                     | Meilleure première actrice             | Jiya   | Ashke               | Lauréat    |        |